# Cynometra suaheliensis
Cynometra suaheliensis é uma espécie vegetal da família Fabaceae.
Pode ser encontrada no Quénia e na Tanzânia.